# Champagne De Saint-Gall
Champagne De Saint-Gall is een champagnehuis dat door zes samenwerkende coöperaties van wijnboeren is opgericht. Dat gebeurde in 1966. De druiven komen uit 12 gemeenten van de Champagne en uit de wijngaarden van 1860 wijnboeren. Op de Échelle des crus zijn 66% van de 1000 hectare wijngaarden als "grand cru" ingeschaald. De rest is premier cru. Alle druiven zijn geklasseerd met 95 tot 100% op diezelfde "echelle des crus" van de champagne.

## Productie
De samenwerkende boeren bezitten ongeveer de helft van de met chardonnay beplantte Côte des Blancs.
Het rijpen en opslaan van de wijn en de met champagne gevulde flessen is niet gecentraliseerd. De cöoperatie beschikt over 12 kelders en productiefaciliteiten in Avize, Cramant, Oger, Le Mesnil-sur-Oger, Ambonnay, Bouzy en Ay. De premier cru komt uit de gemeenten Vertus, Bergères, les Vertus, Cumières en Villers-Marmery.
Het huis is geen lid van de Union des Maisons de Champagne.

## De champagnes
- De Brut Tradition Premier Cru is de Brut Sans Année, de meest verkochte champagne en het visitekaartje van het huis. De assemblage van 33% pinot noir en 34% chardonnay werd aangevuld met de reserve uit eerdere jaren. Zo kan het huis ook in mindere jaren een constante kwaliteit en stijl garanderen. De flessen hebben 2 of 3 jaar op gist mogen rijpen.
- De Brut Blanc de Blancs Premier Cru is een blanc de blancs van uitsluitend chardonnay uit de premier- of grand cru-gemeenten. Ook deze flessen hebben 2 of 3 jaar "Sur lie", dus op gist, mogen rijpen.
- De Extra Brut Blanc de Blancs Premier Cru is een droge champagne door de geringe dosage suiker in de liqueur d'expédition. Ook deze flessen hebben 2 of 3 jaar op gist mogen rijpen.
- De Brut Rosé is een roséchampagne. Aan een assemblage van 50% chardonnay en 33% pinot meunier werd 17% stille rode wijn uit de Champagne toegevoegd om de roze kleur te maken.
- De Brut Millésime 2004 Premier Cru is een blanc de blancs millésime, een wijn van premier cru chardonnay uit een enkel jaar. De in het voorjaar na de oogst van nature in jonge wijn optredende malolactische gisting is bij 88% van de wijn opgetreden maar bij 22% van de wijn geen kans gegeven. Dat gebeurde door het koelen van de roestvrijstalen kuipen. Wijn die geen malolactische- of appelzure gisting onderging is fruitiger. Wijn die de omzetting wél onderging heeft meer karakter.
- De Orpale Millésime 1998 Grand Cru is de cuvée de prestige van het huis. De druiven in deze blanc de blancs kwamen uit de grand cru-gemeenten Avize, Cramant, Oger en Le-Mesnil-sur-Oger. 30% van de wijn mocht geen malolactische gisting ondergaan.